# 竹村健一 パイプ片手に
竹村健一 パイプ片手に（たけむら・けんいち パイプかたてに）は、1993年4月-1997年3月にTBSラジオ・ABCラジオで放送されたトーク番組である。オリコカード協賛。

## 概要
評論家の竹村健一が最近の世相・社会情勢についてワンマンで熱弁する番組だった。アシスタントは高橋進。
竹村にとって、TBSラジオでは「ミッドナイトプレスクラブ」（1974年-1980年）以来のレギュラー番組であった。